# Flugplatz Ingolstadt-Manching
Flugplatz Ingolstadt-Manching eller Fliegerhorst Ingolstadt/Manching, Ingolstadt Manching Airport (IATA: IGS, ICAO: ETSI), er en militærlufthavn med civil brug ved købstaden Manching 8 km SØ for Ingolstadt i delstaten Bayern i Tyskland.

## Civilt brug
Den civile trafik begyndte 20. september 2001. Lufthavnen er klassificeret som "særlig lufthavn" og drives af Ingolstadt-Manching Lufthavn GmbH. Der er daglig trafik med små og store business-fly, der primært flyver for de store bilproducenter, der ligger i området. Blandt andet ligger Audi's hovedsæde i Ingolstadt.
Flyselskabet Private Wings havde deres hovedkvarter her og har fast udstationeret fly i Manching.
Det europæiske luft- og rumfartsselskab EADS har et stort testcenter. Bl.a. bliver kampflyet Eurofighter Typhoon testet her, lige som resten af EADS's udvikling af militærfly har haft fast base siden 2008. Det EADS-ejede Eurocopter har ligeledes mange aktiviteter og benytter en stor del af bygningen med den civile passagerterminal.
Den første civile terminal var på ingen måde tidssvarende, og i 2006 påbegyndtes opførelsen af en helt ny. Planerne gav mulighed for ekstra udvidelse, hvis behovet skulle opstå. I maj 2007 blev en ny terminal for civil luftfart indviet, og allerede da bestemte man sig for at fortsætte udvidelsen til det dobbelte. Der manglede møde-faciliteter og en personalekantine, der samtidig kunne være café for lufthavnens passagerer. Ligeledes manglede Eurocopter faciliteter til undervisning af nye piloter. I 2008 var arealet fordoblet og den nuværende terminal bygning stod færdig.

## Historie og militær
Som led i Nazi-Tysklands oprustning begyndtes i 1936 opførelsen af 	Fliegerhorst Manching, og i 1938 kunne Luftwaffe indvie området. Under opførelsen blev mange af de arkæologiske rester fra den Keltiske boplads (Oppidum) ødelagt. De blev yderlige beskadiget under 2. verdenskrig, da De Allierede flere gange bombede lufthavnen.
I forbindelse med Vesttysklands genoprustning blev det i 1955 besluttet at Fliegerhorst Ingolstadt/Manching skulle fortsætte som aktivt militæranlæg. Og det blev besluttet, at der skulle tages hensyn de arkæologiske minder. Deutsches Archäologisches Institut har siden undersøgt og gravet i området. I 2006 åbnede Keltisch-Römisches Museum i Manching.
Luftwaffe flyttede ind i 1957 og overtog i 1960 ansvaret for driften. De samlede alle aktiviteter, der vedrørte test og certificering af luftvåbnets fly og helikoptere. Lige siden har "Wehrtechnische Dienststelle 61 (WTD 61)" og dets 700 mand haft base i Manching.
Allerede i 1970 kom de første ønsker om at drive civil lufttrafik fra lufthavnen. Men det var først i 1995 stiftedes et selskab, der skulle drive den civile del. Den 28. oktober 2007 indsendtes en ansøgning, og tilladelsen kom 1. april 2000. Første officielle civile afgang fandt sted 20. september 2001.